# ОЦЕ ТБ
«ОЦЕ ТБ» або «ОЦЕ» — загальноукраїнський розважальний телеканал, що входить до складу медіаконгломерату «Starlight Media». Створений внаслідок ребрендингу телеканалу «QTV» 2017 року.

## Історія
1 вересня 2017 року закрився телеканал «QTV». Внаслідок цього на його базі запустився розважальний телеканал «ОЦЕ ТБ». Телеканал став орієнтуватись на аудиторію віком від 18 до 54 років. Наповнення етеру складають повтори програм каналів групи «Starlight Media». Маскот телеканалу — #ОЦЕкіт — білий кіт, який з'являється у міжпрограмних анонсах і заставках.
У 2017—2018 роках програмування телеканалу формувалось за принципом «Один день — одне шоу». Кожен день тижня мав свою назву та настрій — наприклад, «#День важкий» (понеділок) або «#Добра субота» (субота) тощо.
13 січня 2020 року «ОЦЕ ТБ» почав мовлення у форматі HD.
Через російське вторгнення в Україну з 24 до 27 лютого 2022 року телеканал цілодобово транслював інформаційний марафон «Єдині новини». В етері була відсутня реклама.
З 28 лютого 2022 року телеканал відновив самостійне мовлення, змінивши програмну сітку.
23 березня 2023 року Національна рада України з питань телебачення і радіомовлення видала телеканалу тимчасовий дозвіл на мовлення в період дії воєнного стану в Україні на МХ-2 мережі DVB-T2, а вже 31 березня він розпочав мовлення.
23 листопада телеканал став переможцем конкурсу на отримання ліцензії на мовлення в MX-2 цифрової етерної мережі DVB-T2.
11 січня 2024 року регулятор анулював тимчасовий дозвіл на мовлення в MX-2 від 23 березня 2023 року.

## Рейтинги
2021 року частка «ОЦЕ ТБ» склала 0,36 % з рейтингом 0,05 % (дані Індустріального Телевізійного Комітету, аудиторія 18-54 міста 50 тис.+, 24-е місце серед українських каналів).

## Логотипи
Телеканал змінив 1 логотип. Нинішній — 2-й за ліком. Знаходиться у правому верхньому куті.
| Логотип | Опис |
| ------- | --- |
|         | З 1 вересня 2017 до 12 січня 2020 року логотипом каналу є біле стилізоване слово «ОЦЕ». З кінця січня 2018 року логотипом щохвилини пробігає кольоровий відблиск (у траурні дні відблиск не пробігає). У період новорічних свят 2017 і 2018 років у літеру «О» була вписана сніжинка. Водночас у період великодніх свят 2018 і 2019 років замість літери «О» знаходилась писанка.                        |
|         | З 13 січня 2020 року використовується той самий логотип, але колір логотипу змінився на сірий. У траурні дні логотип змінюється на білий. Після початку повномасштабного російського вторгнення в Україну з 24 до 27 лютого ліворуч логотипа був маленький прапор України з підписом «МИ СИЛЬНІ». З 2 березня до 28 серпня 2022 року під логотипом додав жовтий прямокутник з чорним написом «ДОПОМОГА». |

## Наповнення етеру

### Програми
- Аферисти в сітях
- Дешево і сердито
- Заробітчани
- Кохання на виживання
- Орел і решка
- Ранок у великому місті
- Ревізор
- Слідство ведуть екстрасенси

### Архівні
- 90 днів на одруження
- Анекдоти по-українськи
- Битва екстрасенсів
- Вагітна у 16
- Вагітна у 16. Пост-шоу. Доньки-матері
- Вар'яти
- Врятуйте нашу сім'ю
- Все буде добре
- Все буде смачно!
- Весілля буде по-моєму!
- Давай поговоримо про секс
- Детектор брехні
- Діти проти зірок
- Дольчевіта Капут
- Екси
- Зважені та щасливі
- Зірки під гіпнозом
- Зроби мені смішно
- Ігронавти
- Національний відбір на Євробачення
- Кращі з кращих
- Небачене Євробачення
- Один за всіх
- Особливості національної роботи
- Паралельний світ
- ПоLOVEинки
- Прокинься з Ектором
- Ревізор: Магазини
- Розіграш
- Серця трьох
- Солов'їне шоу
- Стенд-ап шоу
- Страсті за Ревізором
- Суперінтуїція
- Таємний агент
- Таємниці ДНК
- Танцюють всі!
- ТВ Дайджест
- У кого більше?
- У пошуках істини
- Україна має талант
- Українці афігенні
- Ультиматум
- Хата на тата
- Холостяк
- Пост-шоу «Холостяк»
- Хочу заміж
- Хто зверху?
- Хто проти блондинок?
- Шалена зірка
- Я соромлюсь свого тіла

### Серіали
- CSI: Кіберпростір
- CSI: Місце злочину. Маямі
- Леся+Рома

### Архівні серіали

#### Українські
- Джованні
- ЖК «Сімейки»
- Київ вдень та вночі
- Коли ми вдома
- Медфак
- Новенька
- Подорожники
- Слід
- Сліпа
- Файна Юкрайна

#### Іноземні
- CSI: Лас-Вегас
- CSI: Місце злочину
- CSI: Місце злочину. Нью-Йорк
- Альф
- Відчайдушні домогосподарки
- Згадати молодість
- Злочин у раю
- Комісар Рекс
- Менталіст
- Міст
- Світлофор
- Спецзагін Кобра 11
- Цілком таємно

## Мовлення

### Супутникове мовлення
| Супутник         | Стандарт | Частота | Символьна швидкість | Поляризація       | FEC | Формат зображення | Кодування |
| ---------------- | -------- | ------- | ------------------- | ----------------- | --- | ----------------- | --------- |
| Astra 4A (4.8°E) | DVB-S2   | 12073   | 30000               | горизонтальна (H) | 2/3 | MPEG-4            | FTA       |

### Етерне цифрове мовлення
| Канал | Мультиплекс | Стандарт | EPG | Формат мовлення |
| ----- | ----------- | -------- | --- | --------------- |
| 11    | MX-2        | DVB-T2   | Ні  | SD 576i 16:9    |